# نسیبی
نسیبی (به لاتین: Nesseby) یک شهرداری در نروژ است که در فینمارک واقع شده‌است. نسیبی ۱٬۴۳۶٫۸۹ کیلومتر مربع مساحت و ۹۴۴ نفر جمعیت دارد.